# フォーミュラ・コリア
フォーミュラ・コリア（Formula Korea ）とは、1998年から2007年にかけて韓国で行われていたフォーミュラカーによる国内レース。フォーミュラ1800（F-1800）とも呼ばれる。ジュニア・フォーミュラではあるが、韓国におけるトップフォーミュラ。

## 概要
日本のウエストレーシングカーズ製F4用モノコックを流用して、1998年に立ち上げられた。カテゴリーとしては、ほぼ日本のF4そのものである。シャシーはシリーズ消滅までウェスト製のWEST006をモデファイしたJK02Fが使用された（レース主催者であるJK社とウェストによる現地合併事業が解散したため、新車が製作されていない）。エンジンは日本のF4と同様に直列4気筒1,800ccのものが使用され、起亜自動車が中心に供給していた。
レースの水準はさほど高くなく、日本から日本人や在日韓国人が参戦し、シリーズ優勝することもままあった。
かつて韓国で開催されていた国際F3・スーパープリとは別カテゴリ。

## フォーミュラ・コリアに参戦していた日本人レーサー
- 阪口良平
- 井尻薫
- 吉本大樹
- 大谷剛史